# コリ (称号)
コリまたはコロ（凝、許理、許利、碁理、許呂）は、古代日本において人名に含まれる称号の一つ。原始的カバネの一つであるとの説がある。

## 概説
「コリ」・「コロ」が名に見えるのは天津神を起源とする氏族の人物が中心で、国津神系の氏族では尾張己利連以外には見られない。また「コリ」は「コロ」や「クロ」への読替えも見られる。
語義については伊斯許理度売命の例などから、その名義を「石を切って鋳型を作り溶鉄を流し固まらせて鏡を鋳造する老女」と解し、コリを「凝固」の意と見る説がある。
魏志倭人伝には邪馬台国から帯方郡への使者として「伊聲耆（イシゴリ）」と「都市牛利（トシゴリ）」が見える。

## 著名なコリ・コロ
『古事記』や『日本書紀』などには作鏡連らの祖とされる「イシコリドメ」（石凝姥命、伊斯許理度売命、石許利止売命、イシコリトベとも）が登場する。「トベ」や「ドメ」は首長あるいは女性を表す古代の称号で、「イシコリドメ」とは鏡作りに精通した女性首長あるいはカリスマ女性という意味である。鏡は石を切り出して精巧に作られた鋳型に溶かした青銅を流し込んで作るため、その専門的技能者を世襲的に輩出した氏族が「鏡作氏」と呼ばれた。
「タケコロ」（建己呂命、多祁許呂命、建許呂命）は茨城国造の祖とされ（『常陸国風土記』）、その子は師長国造（相模国）、須恵国造（上総国）、馬来田国造（同国望陀郡）、石背国造（陸奥国石背郡）、道口岐閇国造（常陸国北端）、および道奥菊多国造（陸奥国菊多郡）に任じられたと『先代旧事本紀』が伝えている。
『新撰姓氏録』は庵智造の祖を「天津彦根命十四世孫建凝命（タケコリ）」、三枝部連の祖を「天津彦根命十四世孫建己呂命（タケコロ）」と記している。ここからタケコリ（建凝）はタケコロ（建己呂）と同一名であることがわかり、「コリ」から「コロ」への転化を読み取ることが出来る。

## コリ・コロを含む人名
コリやコロを名に持つ人者が多く見られる。『新撰姓氏録』や各系図史料には以下のようなコリを称する人物を伝えている。

### 出自不明
- ユゴリ（由碁理） - 丹波大県主の祖
- ミコリ・ミヅコリ（天津水凝）- 壱岐（伊吉）嶋造の祖

### 天津神の後裔
- ツノコリ（角凝魂命） - 御野県主（中河内）、三島県主、鳥取連、倭文氏、忌部氏、神麻績氏の祖
- イシコリドメ（伊斯許理度売命） - 鏡作氏の祖
- コリ（尾治古利連）- 若犬養宿祢や石作連の祖。

### 天照大御神の後裔
- タケミコロ（建彌己呂命） - 津島縣直の祖[注釈 4]
- イツコリ（伊都許利命） - 印波国造の祖
- ヒコソノコリ（比古曽乃凝命） - 武蔵国入間氏の祖
- イコロト（伊己侶止命） - 伊甚国造の祖
- タケコロ（建許呂命） - 東国の多くの国造の祖
- ウラコリ（浦凝別命） - 苑県主（吉備氏）の祖
- タケクニコリワケ（武国凝別皇子） - 伊予三村別の祖
- ウタコリヒメ（歌凝比売命） - 丹波道主命の娘

### 神社伝承に見えるもの
- タケオシモコリヒコ（建男霜凝日子神社）、カナコリ（金凝神社） - 豊後国直入郡
- ハコリ（波己利） - 伊勢神宮内宮禰宜家系図
- クマノコリ（熊之凝） - 神功皇后紀に「葛野城（かどのき）首之祖也」
- ウナコロワケ（宇奈己呂和気神社） - 陸奥国安積郡

十市県や高市県とともに大和国の六御縣と呼ばれる添県主の祖「タケチノコリ（武乳遺命）」が『先代旧事本紀』第一巻「神代系紀」に見られる。ただし「武乳遺」は武乳速命の誤記とされる。